# Standard Telephones and Cables

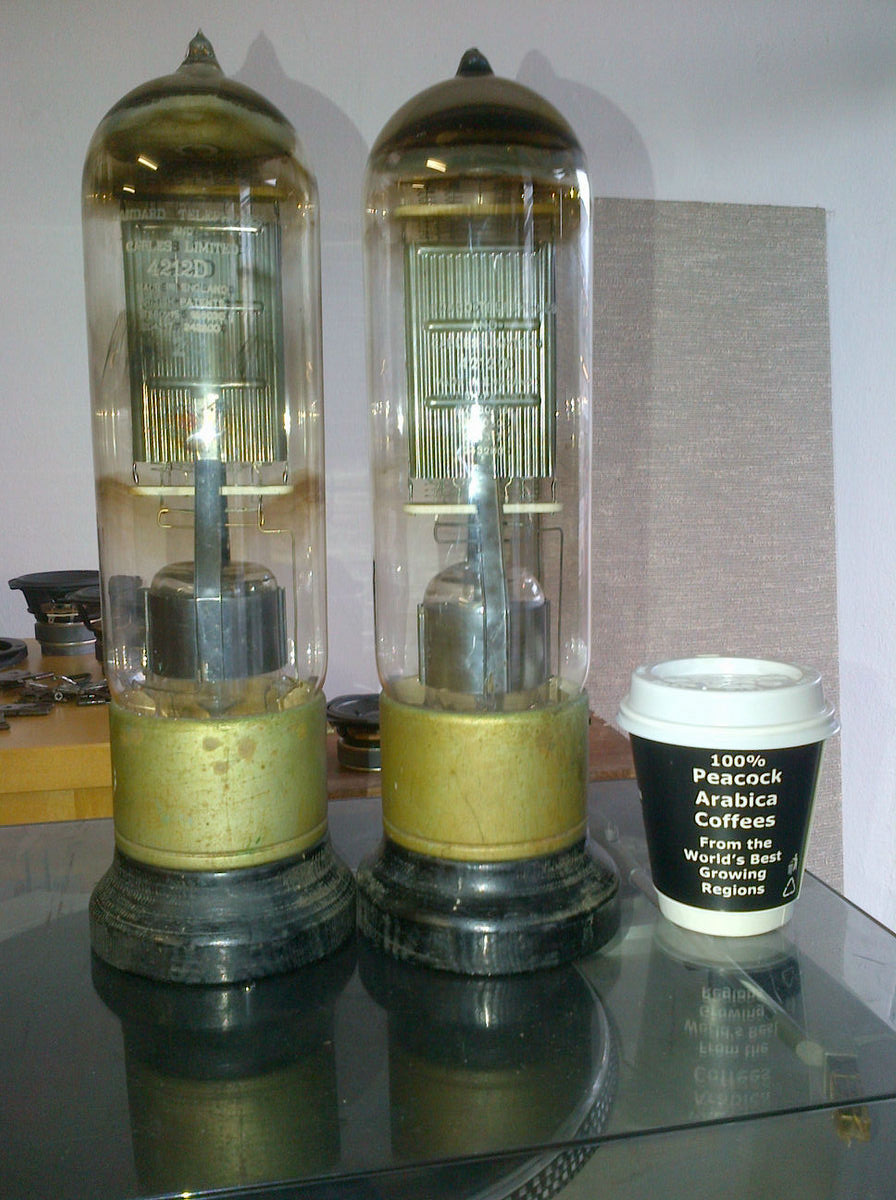
Zwei Trioden hergestellt von STC

Standard Telephones and Cables (später nur noch STC) war ein britisches Unternehmen, das Telefone, Telegrafen, Radios und andere verwandte elektronische Geräte produzierte. Im Laufe seiner Geschichte erfand und entwickelte STC mehrere bahnbrechende Techniken, wie in der Puls-Code-Modulation und Informationsübertragung mit optischen Fasern (LWL).
1984 übernahm STC das britische Unternehmen International Computers Limited (ICL) und kaufte damit den letzten unabhängigen britischen Hersteller von universell verwendbaren Großcomputern auf. STC seinerseits wurde 1990 durch den Northern Telecom-Konzern aufgekauft.